# Establo Nishonoseki (1911–2013)
El Establo Nishonoseki (二所ノ関部屋, Nishonoseki-beya) fue un establo de entrenamiento de sumo profesional. El recinto formó parte del ichimon Nishonoseki del cual además fue líder. La primera generación del establo Nishonoseki apareció por primera vez a finales del siglo XVIII, pero luego fue refundado en 1935 por el trigésimo segundo (32°) yokozuna Tamanishiki mientras aún era un luchador activo.
El ex ōzeki Saganohana produjo al luchador más prominente del establo, el cuadragésimo octavo (48°) yokozuna Taihō, el cual pasó a la historia del sumo como uno de los luchadores más exitosos, acumulando un total de 32 yūshō o campeonatos entre 1961 y 1971. El último maestro y dueño del establo, el ex sekiwake Kongō, asumió el liderazgo en 1976 cuando fue adoptado por la viuda del anterior maestro. Kongō también perteneció al gabinete de directores de la Asociación Japonesa de Sumo.
En sus últimos años, la fortuna del establo declinó. Nishonoseki no produjo a ningún sekitori tras el retiro de Daizen en 2003, y además solo contaba con tres luchadores activos, todos clasificados en la división sandanme o más abajo (y uno de ellos, Kasachikara de 41 años, fue el segundo luchador de sumo más viejo en el circuito profesional). La naturalización del rikishi chino Ryūtei, abrió una espacio para que otro luchador extranjero se incorporase al establo, y un luchador mongol, Kengo, fue reclutado en marzo de 2010, sin embargo, este luego se retiró en mayo de 2011 tras sufrir una lesión cerebral traumática que lo hizo perderse de varios torneos.
En febrero de 2010, el gerente de asuntos generales Yoshiyuki Inoguchi, el cual perteneció al establo como luchador desde 1975 a 1993 bajo el shikona Nijodake, fue encontrado ahorcado en un aparente suicidio.
El establo cerró tras el torneo de enero de 2013 debido al deterioro en la salud del último maestro Nishonoseki (Kongō), y también por la falta de un sucesor apropiado para asumir el cargo. Los tres luchadores restantes del establo decidieron retirarse, y todo el personal asistente (exceptuando al maestro Fujigane) fue transferido al establo Matsugane.
El nombre del establo solía estar escrito en la fachada frontal de sus instalaciones. Estas fueron demolidas para hacer espacio a unos bloques de apartamentos. El establo Nishonoseki fue reformado en 2021 en unas nuevas instalaciones tras un letargo de 8 años.

## Dueños
- 1976–2013: El décimo (10°) Nishonoseki (ex sekiwake Kongō Masahiro)
- 1975–1976: El noveno (9°) Nishonoseki (ex maegashira Tokachiiwa Yutaka)
- 1952–1975: El octavo (8°) Nishonoseki (ex ōzeki Saganohana Katsumi)
- 1938–1952: El séptimo (7°) Nishonoseki (ex sekiwake Tamanoumi Umekichi)
- 1935–1938: El sexto (6°) Nishonoseki (el trigésimo segundo (32°) yokozuna Tamanishiki San'emon)

## Entrenadores
- Kitajin (ex sekiwake Kirinji)
- Minatogawa (ex komusubi Daitetsu)
- Fujigane (ex komusubi Daizen)

## Exluchadores destacados
- Tamanishiki (el trigésimo segundo (32°) yokozuna)
- Taihō (el cuadragésimo octavo (48°) yokozuna)
- Daikirin (ex ōzeki)
- Saganohana (ex ōzeki)
- Rikidōzan (ex sekiwake)
- Tamanoumi (ex sekiwake)
- Kongō (ex sekiwake)
- Kamikaze (ex sekiwake)
- Hasegawa (ex maegashira)

## Gyōji
- Shikimori Shinnosuke (jūryō gyōji, de nombre real: Hiromitsu Oshida)